# Chiesa di San Giovanni Battista in Vico
La chiesa di San Giovanni Battista in Vico, o in Villico o Gerusalemme (dai Cavalieri di Malta, detti anche Gerolosomitani, che possedevano terreni in zona e avevano sede al Ronco, quartiere vicino alla chiesa stessa), detta comunemente chiesa dei Cappuccinini, è una chiesa di Forlì, che in origine sorgeva fuori dalle mura cittadine, oltre la Porta Cotogni nel vicariato est della Diocesi di Forlì-Bertinoro.

## Storia
La chiesa viene realizzata in occasione del primo insediamento dei frati cappuccini a Forlì. I Cappuccini provengono da Bologna e, all'epoca in cui a Forlì è vescovo monsignor Berardo dei Medici (1528-1551), decidono di aprire nella città il terzo convento romagnolo. Ottenuta dal vescovo l'autorizzazione, i Cappuccini trattano con Alessandro di Pietro Zanobio, abate di San Mercuriale, retta dai Vallombrosiani, per trovare un edificio che potesse ospitarli. L'abate concede ai frati una piccola chiesa con annesso un edificio per l'alloggio (nel libro Campione conservato nell'archivio storico di Forlì, viene definita una "fabbrica"). La clausola è che, se fossero partiti i cappuccini, l'uso sarebbe tornato ai vallombrosiani. In questa, dal 1539, i Cappuccini abitano per circa trent'anni, celebrando un Capitolo Provinciale e un Capitolo Generale. 
Con la probabile crescita nel numero di monaci la piccola chiesa e l'edificio annesso risultano insufficienti allo sviluppo della vita della comunità. Inoltre la zona si presenta paludosa e piuttosto lontana dalle porte cittadine. Paolo Bonoli, autore de La storia di Forlì dalle origini al 1661, riporta la notizia dell'abbandono del convento di San Giovanni Battista in Vico, equivocando la data, che colloca nel 1551, mentre nel Campione viene riportata la notizia che il vescovo di Forlì, Antonio Gianotti, aveva richiesto ai Vallombrosiani di riattivare il servizio religioso nella chiesa, rimastane priva, nel 1570, probabile data di spostamento dei Cappuccini. Questi si trasferiscono entro le mura, edificando il complesso di San Giovanni Battista in Faliceto, che diviene quindi la seconda sede in ordine di tempo dei cappuccini a Forlì. Nel 1822 occuperanno l'ex convento dei Trinitari, oggi Santa Maria del Fiore, che abbandoneranno nel 2012.
Nel 1577 viene eliminato il  complesso monastico e viene ristrutturata l'intera chiesa. Il nome cappuccinini diviene comune nel designare la chiesa dal 1588, quando, per breve tempo, ovvero fino alla soppressione, viene gestita dai Francescani Minori Conventuali Riformati, che indossavano un abito simile a quello dei Cappuccini, ma non erano in effetti Cappuccini. Da qui il nome popolare di Cappuccinini che resta alla chiesa stessa.
Nel 1884 la chiesa viene completamente ricostruita, mentre nel 1909, a seguito di una tempesta, è necessario ristrutturare il campanile e parte della chiesa stessa. 
Nel 1911, dopo l'abbattimento della cinta muraria cittadina, viene dichiarata urbana. Nel 1939 la zona rientra nel Piano Regolatore, ma i tempi si protraggono e in definitiva viene messo mano alla chiesa solo nel 1953. Nel 1954, don Nicola Sintoni fa realizzare una sala teatrale dedicata a san Giovanni Bosco, ampliata nel 1964, con arena annessa, e destinata anche a proiezioni cinematografiche. Nel 1969 viene aggiunto un ambiente laterale a destra, che si configura come una sorta di navata laterale, divisa dalla zona centrare mediante quattro archi. L'insieme è stato oggetto di un intervento di ristrutturazione fra il 2014-2015.

## Descrizione

### Esterno
La pianta è a navata unica, terminante con un'abside semicircolare. Sul lato sinistro si hanno due cappelle laterali fra le quali è innestato il campanile, che resta interno al corpo della chiesa. La zona sinistra termina con un altro ambiente adibito a sagrestia. Il lato destro ha subito variazioni con gli interventi novecenteschi e si presenta con una sorta di navata laterale terminante con un altare dedicato alla Madonna. 
La chiesa è realizzata in muratura di laterizio intonacato. La struttura originaria era rivolta a occidente (come da regola che vuole l'abside a est) e dava verso la campagna e un cimitero, ma nell'Ottocento si sceglie di cambiare orientamento, costruendo l'ingresso verso oriente, in modo che l'ingresso si trovi in direzione della strada. La facciata, di sobrio impianto classico, è incastonata negli ambienti parrocchiali. Ha un portale centrale con sopra una modanatura e l'iscrizione con dedicazione: D O M IN HONOR S IOANN BAPT DICATUM. Più in alto una finestra semicircolare dà luce alla controfacciata. Il tutto termina con un timpano si colore rosso bruno più scuro che presenta dentellature decorative.

### Interno

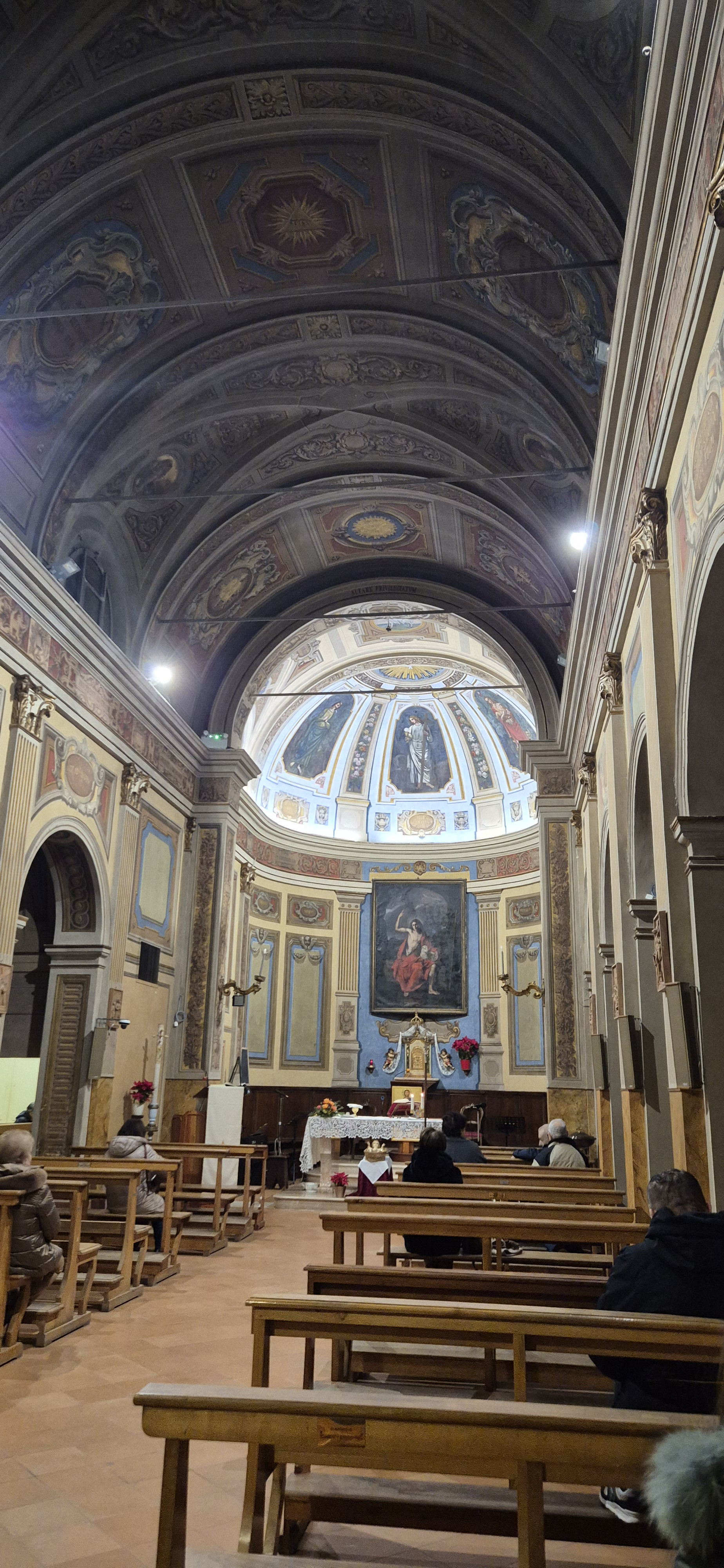
Chiesa di San Giovanni Battista in Vico (Cappuccinini) Forlì, interno

Internamente la chiesa si presenta come un ambiente centrale con due cappelle a sinistra e una zona isolata a destra. La copertura è realizzata con volta a botte costituita da archi che poggiano su paraste di ordine dorico composito. Ogni sezione della volta a botte termina con una lunetta che presenta una finestratura reale o dipinta. 

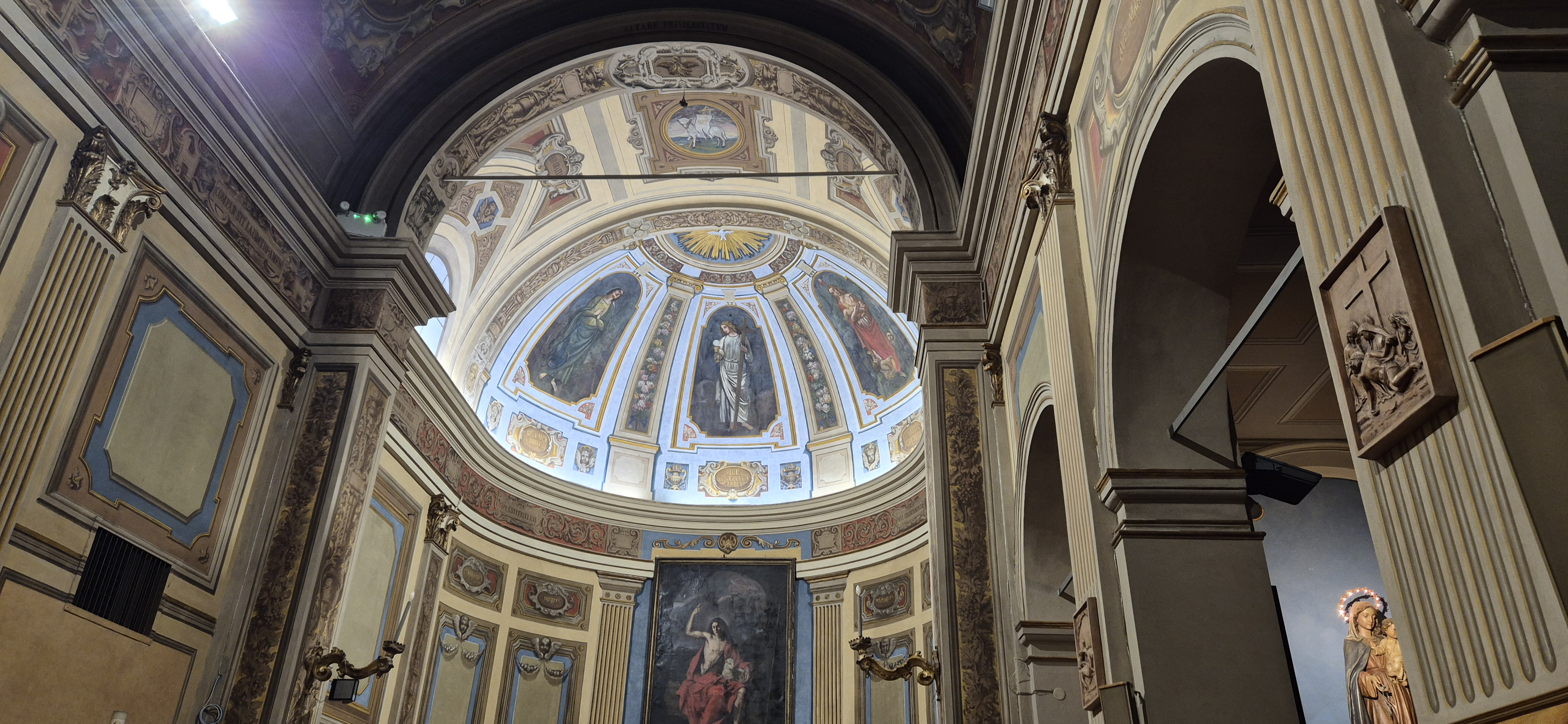
Chiesa di San Giovanni Battista in Vico (Cappuccinini) Forlì, decorazione absidale

Sull'altare maggiore si trova una tela di Francesco Fiorentini, raffigurante San Giovanni Battista e che imita un un'opera del Guercino custodita presso la pinacoteca civica.
L'intera decorazione pittorica si deve al lavoro del decoratore bolognese Aristide Reggiani e del pittore meldolese Cesare Camporesi e presenta finti bassorilievi e motivi ricorrenti con candelabre, fiori, cartigli. Nel catino absidale solo presenti le raffigurazioni delle Virtù Teologali sotto forma di figure femminili e in alto la colomba dello Spirito Santo, divisi da fasce con fiori.